# Plošča Lenina (metropolitana di Minsk)
La stazione di Plošča Lenina (Плошча Леніна), in russo Ploščad Lenina (Площадь Ленина), è una stazione della metropolitana di Minsk, sulla linea Maskoŭskaja.
Costituisce punto d'interscambio con la stazione ferroviaria centrale e con la stazione Vakzal'naja della linea Zielienalužskaja.